# Márcio Petracco
Marcio Petracco (Porto Alegre, Rio Grande do Sul, 26 de janeiro de 1968) é um multi-instrumentista, cantor e compositor brasileiro.  Fez parte das bandas TNT, Cowboys Espirituais, Locomotores, Trem 27,Tenente Cascavel e Baby Satanás. Atualmente toca mandolin e steel guitar no Conjunto Bluegrass Porto-Alegrense, onde é também o vocalista principal.

## História
Começou sua carreira profissional como baixista da TNT, mas esteve ausente da banda quando esta participou da coletânea Rock Grande do Sul, que projetou o rock gaúcho no Brasil inteiro. Voltou logo após, dessa vez tocando guitarra. Gravou os três clássicos álbuns de estúdio originalmente lançados em vinil. Fez parte da reunião em 2003, que gerou um CD/DVD ao vivo. 
Com os Cowboys Espirituais gravou 3 discos. O de estreia pela Trama (gravadora) em 1998, "DeLuxe" (Stop Records, 2000) e "Cowboys Espirituais III".  
Ministrou oficinas de música para menores infratores na extinta FEBEM, a convite da UNESCO, nas quais aprimorou a técnica da construção de instrumentos de corda a partir de sucata, construindo violinos, bandolins, violões e cavaquinhos com corpos de lata.
Como músico de estúdio participou de centenas de gravações de spots publicitários e de artistas de diversos gêneros. Em 1996 tocou Pedal steel em "Querência Amada", na versão da dupla Osvaldir & Carlos Magrão, umas das gravações de maior sucesso da história da música gauchesca.
Em 2002 acompanhou o bluesman norte-americano Little Jimmy King em sua derradeira turnê, fazendo shows no Brasil.
Em 2007 gravou o álbum independente homônimo da banda Locomotores.
Em 2012 integrou a The Myla Hardie Band, fazendo shows em Nova Iorque e Austin, Texas.

## Prêmios e indicações

### Prêmio Açorianos
| Ano  | Categoria                  | Indicação       | Resultado |
| ---- | -------------------------- | --------------- | --------- |
| 1999 | Instrumentista de Pop/Rock | Marcio Petracco | Indicado  |
| 2001 | Instrumentista de Pop/Rock | Marcio Petracco | Indicado  |
| 2007 | Instrumentista de Pop      | Marcio Petracco | Venceu    |